# Werner J. Patzelt

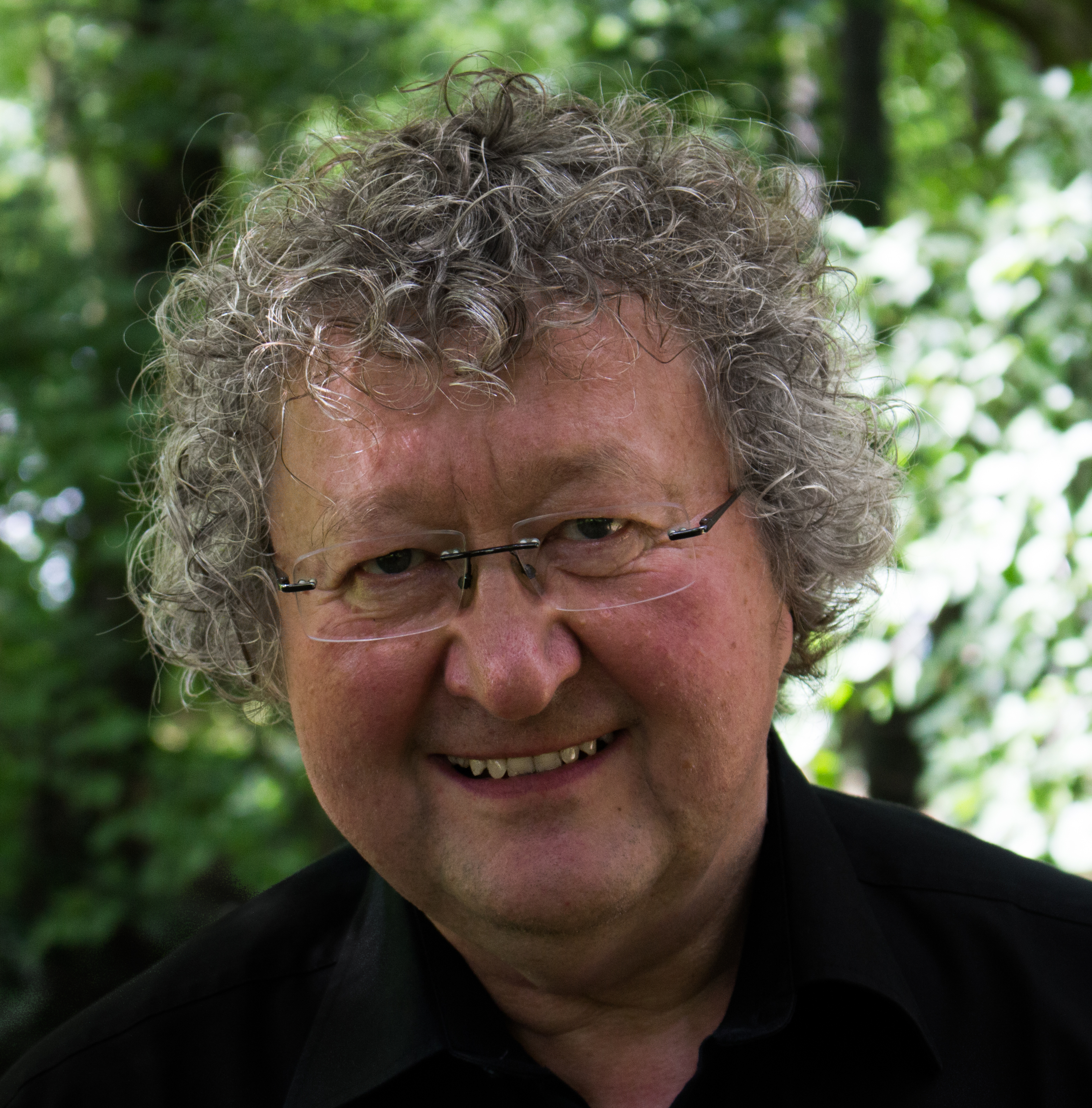
Werner J. Patzelt (2016)

Werner Josef Patzelt (* 23. Mai 1953 in Passau) ist ein deutscher Politikwissenschaftler. Er war von 1991 bis zu seiner altersbedingten Emeritierung im Jahr 2019 Inhaber des Lehrstuhls für Politische Systeme und Systemvergleich an der TU Dresden. Eine anschließende Seniorprofessur wurde von der TU Dresden mit der Begründung abgelehnt, „dass Prof. Patzelt Politik und Wissenschaft derart vermischt habe, dass dem Ruf der TUD und der Fakultät dadurch geschadet wurde“. Danach war er bis 2025 Forschungsdirektor des Mathias Corvinus Collegium in Brüssel, einer nationalkonservativen Bildungseinrichtung und Denkfabrik mit Hauptsitz in Budapest.

## Leben

### Akademischer Werdegang

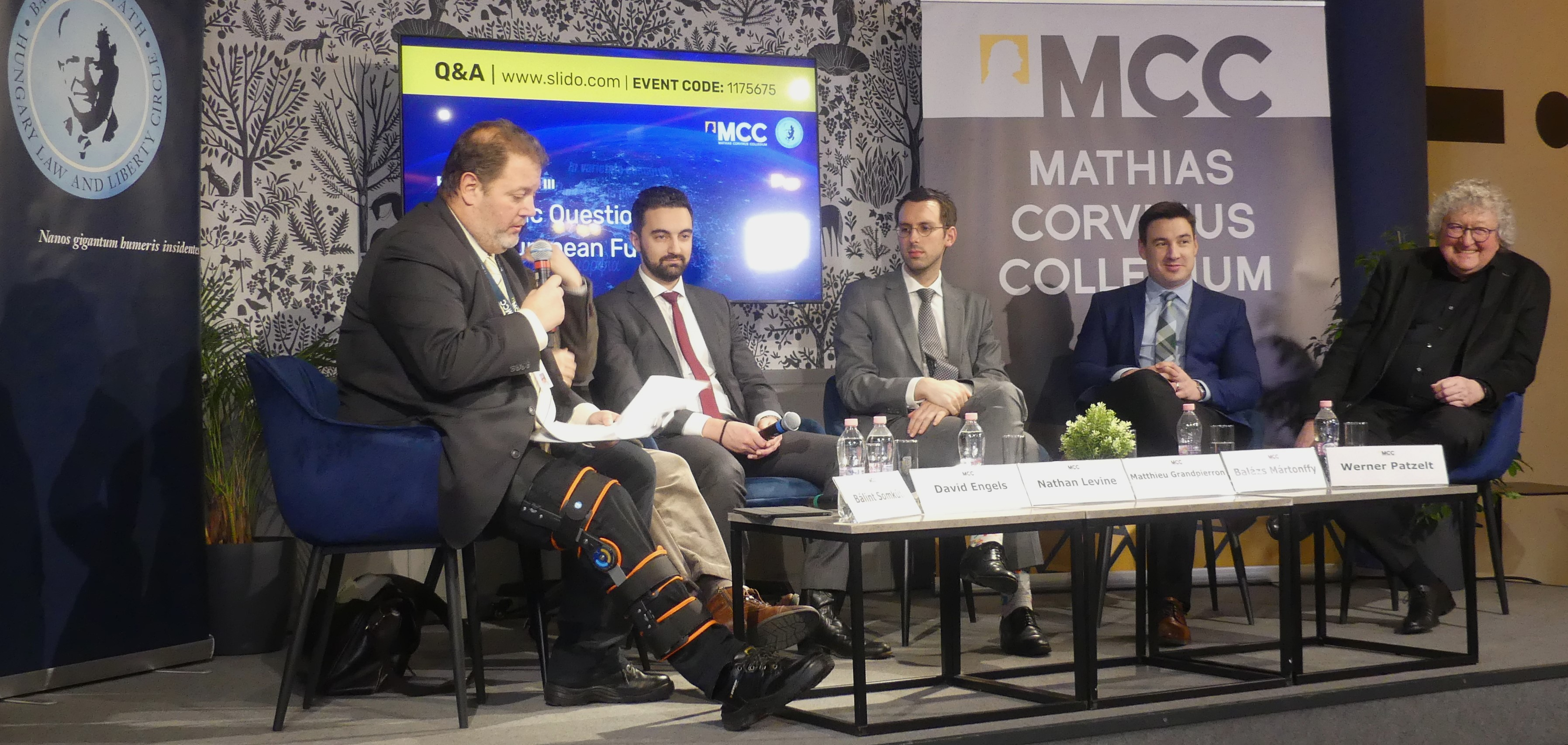
Patzelt bei einer Diskussion im Mathias Corvinus Collegium in Budapest (2024)

Von 1963 bis 1972 besuchte Patzelt das humanistische Gymnasium Leopoldinum Passau. Nach dem Abitur leistete er zwei Jahre Dienst bei der Bundeswehr; später wurde er bis zum Major der Reserve befördert.
Ab 1974 studierte Patzelt Politikwissenschaft, Soziologie und Geschichte an der Ludwig-Maximilians-Universität München, der Universität Straßburg sowie der University of Michigan in Ann Arbor und erlangte 1980 den akademischen Grad eines Magister Artium (M.A.) an der LMU München. Danach arbeitete er als wissenschaftlicher Mitarbeiter an der Universität Passau, wo er 1984 bei Heinrich Oberreuter mit einer Arbeit über die Grundlagen der Ethnomethodologie zum Doctor Philosophiae (Dr. phil.) summa cum laude promoviert wurde. Nach einer sechsjährigen Beschäftigung als wissenschaftlicher Assistent habilitierte sich Patzelt 1990 mit einer Schrift über Abgeordnete und Repräsentation an der Universität Passau.
In den folgenden zwei Jahren lehrte er als Gastprofessor an der Universität Salzburg (1990) und an der Technischen Universität Dresden (1991), ehe er 1992 zum Gründungsprofessor des Instituts für Politikwissenschaft an der TU Dresden berufen wurde. Patzelt besetzte dort den Lehrstuhl für Politische Systeme und Systemvergleich. Im März 2019 wurde er pensioniert, eine von ihm beantragte Anschlussverwendung als Seniorprofessor lehnte die TU ab, da Patzelt „auf unzulässige Weise die wissenschaftliche und die politische Rolle vermenge“. Einen Ruf an die Universität Münster hatte er im Jahr 2000 abgelehnt. Patzelt war Vertrauensdozent der Konrad-Adenauer-Stiftung, zu seinen akademischen Schülern gehören u. a. Jakob Lempp, Martin Thein und Christoph Meißelbach. Eckhard Jesse sprach von einer „Parlamentarismus-Schule“ um Patzelt.
Patzelt ist Redakteur der Zeitschrift für Parlamentsfragen (ZParl) und Studien zum Parlamentarismus (Nomos Verlag), Mitglied der Kommission für Geschichte des Parlamentarismus und der politischen Parteien, Mitglied bzw. Co-Chair (seit 2007) des IPSA-Research Committee of Legislative Specialists (RCLS), Kuratoriumsmitglied der Sächsischen Landeszentrale für politische Bildung, Mitglied des Sächsischen Kultursenats, Vorstandsmitglied der Stiftung HAUS der action 365 und Vorsitzender des Wissenschaftlichen Beirates des Deutschen Instituts für sachunmittelbare Demokratie (DISUD). Er ist ferner Mitglied der Deutschen Vereinigung für Politische Wissenschaft (und war deren IPSA-Beauftragter für zwei Wahlperioden von 2009 bis 2014), der Deutschen Gesellschaft für Politikwissenschaft, der Deutschen Vereinigung für Parlamentsfragen, der Deutschen Vereinigung für Politische Bildung und der International Political Science Association (gewähltes Mitglied des Executive Committee 2009–2014, seit 2016 ernanntes Mitglied als Koordinator der IPSA-Sommerschulen in São Paulo, Mexiko-Stadt, Singapur, St. Petersburg, Stellenbosch und Tunis). Er war auch Mitglied des Kuratoriums des Deutschen Hygienemuseums in Dresden sowie des Wissenschaftlichen Beirats des Hannah-Arendt-Instituts für Totalitarismusforschung in Dresden und betrieb in letzterer Funktion zusammen mit Uwe Backes, Eckhard Jesse und mit Unterstützung Matthias Rößlers die satzungswidrige Abberufung des Direktors Klaus-Dietmar Henke.

### Sonstiges
Patzelt trat 1994 in die CDU ein; zuvor hatte er keiner Partei angehört. Er gilt unter Wissenschaftlern und Journalisten als eher konservativ, pflegte jedoch den Austausch mit Vertretern weiter Teile des politischen Spektrums. So trat er 2004 auch bei Veranstaltungen der PDS auf. In einem Interview mit dem Magazin Cicero wies er 2014 auf das derzeitige Fehlen überzeugender Wirtschaftspolitiker und glaubwürdiger Konservativer in der Union hin. Jahrelang warnte er vor dem Entstehen einer „Repräsentationslücke“ rechts von der CDU, forderte 2004 in einer von der Heinrich-Böll-Stiftung Sachsen herausgegebenen Veröffentlichung gemeinsam mit Eckhard Jesse „eine stärkere Rechtsausrichtung der sächsischen CDU […], um der NPD die Themen streitig zu machen“, und argumentierte später ebenso beim Aufkommen von PEGIDA und der AfD.
Ende März 2017 wurde ein Brandanschlag auf seinen Wagen verübt. Patzelt selbst vermutet einen Zusammenhang mit seinen öffentlichen Aussagen zu PEGIDA und zur AfD.
Im Juni 2018 forderte Patzelt „als erster seiner Zunft“ eine Koalition aus CDU und AfD, „um sich nicht von den Parteien links von der CDU erpressbar zu machen“ und da es „offenbar eine rechte Bevölkerungsmehrheit“ gebe. Am 21. Februar 2019 teilte Alexander Mitsch, damaliger Vorsitzender des Vereins Werteunion e. V., einer Gruppe konservativer Unionspolitiker, mit, dass Patzelt beigetreten sei. Am 25. Januar 2022 trat er, in Folge der Bereitschaft des Vereinsvorsitzenden der Werteunion Max Otte, sich als Kandidat der AfD bei der Bundespräsidentenwahl 2022 nominieren zu lassen, aus dem Verein Werteunion aus. Nun fühlten sich all jene bestärkt, die die Werteunion als „Hilfstruppe der AfD“ dargestellt hatten, so Patzelt.
Patzelt ist selbst nicht korporiert, war 2006 aber Festredner beim Burschentag in Eisenach und sprach auch sonst mehrfach bei Festveranstaltungen von Korporationen. Er war in den Sommersemestern 2007 und 2008 sowie im Wintersemester 2010/11 Schirmherr der studentenhistorischen Vorlesungsreihe „Füxe, Kneipen und Couleur – Studentenverbindungen in Vergangenheit und Gegenwart“, die im Rahmen des Studium generale an der Technischen Universität Dresden stattfand.
2018 und 2021 trat Patzelt als Referent auch bei Veranstaltungen der rechten Bibliothek des Konservatismus auf.

### Tätigkeit als Musiker und Chorleiter
Patzelt ist als Kammermusiker und Solist (Violoncello) sowie als Chorleiter tätig. Er war von 1978 bis 2002 Gründer und musikalischer Leiter der Angather Chor- und Instrumentalwoche in Tirol. Seit 1998 ist er Leiter der alljährlichen Dresdner Chorwochenenden. Er leitet überdies die von ihm ebenfalls gegründete Schmochtitzer Musikwoche (im Kursangebot vom Arbeitskreis Musik in der Jugend) bei Dresden. 2013 wurde er zum Vorsitzenden des Förderforums der Staatsoperette Dresden gewählt.

### Privates
Patzelt ist römisch-katholisch, verheiratet und hat zwei Kinder. Zudem ist Patzelt Mitglied der SG Dynamo Dresden.

## Lehr- und Forschungstätigkeit
Werner J. Patzelt beschäftigt sich in seinen Forschungen hauptsächlich mit der vergleichenden Analyse politischer Systeme, der Parlamentarismusforschung, direkter Demokratie, der politischen Kommunikation, der vergleichenden historischen Analyse politischer Institutionen sowie evolutionstheoretischen Modellen in der Politikwissenschaft. Seine daraus resultierenden Lehrbereiche an der TU Dresden umfassten die deutsche Politik (z. B. das politische System oder die Parteien), die vergleichende Regierungslehre (z. B. westliche Demokratien, totalitäre Regime, politische Eliten oder politische Opposition), die Parlamentarismusforschung, die sachunmittelbare Demokratie sowie die Methoden der Sozialwissenschaften. 
Patzelt nahm im Rahmen seiner Forschungstätigkeit an mehreren von der Deutschen Forschungsgemeinschaft und von der Fritz Thyssen Stiftung finanzierten Projekten teil, wie etwa Rollenverhalten und Amtsverständnis bayerischer Parlamentarier (1988–1990), Abgeordnete in den neuen Bundesländern (1991–1993), Abgeordnete und Bürger (1994–1997), Wahlkreisarbeit und gesellschaftliche Vernetzung deutscher Parlamentarier (1996–1999), sowie an den Dresdner DFG-Sonderforschungsbereichen Institutionalität und Geschichtlichkeit (1997–2008) sowie – bis zum Auslaufen von dessen Finanzierung – Transzendenz und Gemeinsinn (2009–2013).
Er lehrte außerhalb des deutschen Sprachraums an der Pariser EPHE, an der Wirtschaftshochschule Moskau sowie bei Summer Schools der IPSA in Stellenbosch, Ankara, Mexiko-Stadt und Sankt Petersburg. Im Wintersemester 2021/22 war Patzelt Gastprofessor am Mathias Corvinus Collegium in Budapest, einem von der ungarischen Regierung geförderten nationalkonservativen Weiterbildungsinstitut, mit dem ihn die Konrad-Adenauer-Stiftung in Kontakt brachte. Er war Forschungsdirektor der Brüsseler Dependance des Collegiums.

## Auszeichnungen
Patzelt wurde 1985 für seine Dissertation Grundlagen der Ethnomethodologie mit dem Kulturpreis Ostbayern ausgezeichnet und erhielt 1994 für seine Habilitationsschrift Abgeordnete und Repräsentation den Wissenschaftspreis des Deutschen Bundestages. Für sein Buch Ungarn verstehen erhielt Patzelt den ITB Book Award 2024 in der Kategorie "Länderwissen Aktuell".

## Kontroversen
Im Dezember 2014 äußerte sich Patzelt bereits u. a. in der Zeitung Junge Freiheit mit seiner persönlichen Wertung der Geschehnisse und Akteure der Pegida-Bewegung in Dresden.
Patzelt gehörte neben Hans Vorländer, Dieter Rucht und Franz Walter zu den ersten maßgeblichen Wissenschaftlern, welche Pegida empirisch untersuchten. Obwohl die Ergebnisse nicht erkennbar voneinander abwichen, unterschieden sich die Studien in den „politischen Einfärbungen der Interpretationen“, wie Walter unter anderem feststellte. Insbesondere Patzelt habe sehr „meinungsfreudig und zugespitzt“ vorgetragen. Patzelts vier Studien vom Januar 2015, April/Mai 2015 und Januar 2016 (Face-to-face-Interviews, Quotenstichprobe), die relativ hohe Ausschöpfungsquoten aufwiesen, setzten sich durch eine „intensivere Analyse und Kommentierung“ der Ergebnisse von anderen Forschungsgruppen ab, so der Politikwissenschaftler und Soziologe Armin Pfahl-Traughber. Patzelts Analyseergebnis, „PEGIDA-Demonstrationen sind nicht einfach eine Ansammlung von Rechtsextremisten. Vielmehr findet sich dort […] eine Menge von Leuten mit durchaus guter Bildung und ohne soziale Not, die ihren politischen Ort […] zwischen dem rechten Rand und der politischen Mitte bezogen haben“, wurde durch Pfahl-Traughber insoweit kritisch kommentiert, als dass es „sehr wohl auch hoch gebildete und materiell gut abgesicherte Rechtsextremisten“ gebe. Patzelt hielt es für plausibel, dass die Demonstranten zeigen wollten, es handle sich „doch um einen Teil des ‚normalen Volks‘ […], nicht aber um Nazis, die man nun wirklich ausgrenzen müsste.“ Pfahl-Traughber konnte den Schlussfolgerungen nicht gänzlich folgen; er wollte nicht ausschließen, dass es sich bei den Pegida-Aktivisten nicht auch „um rechte Extremisten“ handeln könnte. Ferner bezweifelte er, dass Patzelts Aufteilung vom Januar 2015, etwa in zwei Drittel „besorgte Gutwillige“, zumindest in der Entwicklung stimmig sei. Die Selbsteinschätzungen von Pegida-Demonstranten, wie sie in Nachfolgestudien von Patzelt – durchgeführt im April/Mai 2015 und Januar 2016 mit einem erweiterten Fragebogen – eingesammelt worden waren, seien eher erkenntnisarm, da Patzelts Forschergruppe „nicht mit den Kategorien der politikwissenschaftlichen oder soziologischen Extremismusforschung gearbeitet“ habe. Außerdem habe man „diffus[e] und wenig trennscharf[e] Kategorien“ verwendet.
Studenten des Instituts für Politikwissenschaft der TU Dresden warfen im Januar 2015 Patzelt auf einem Flugblatt vor, „in der gesamten Pegida-Debatte mehr politischer Akteur denn Wissenschaftler“ zu sein und Pegida nicht nur zu analysieren, sondern mit ihr zu sympathisieren. Zwölf wissenschaftliche Mitarbeiter des Instituts distanzierten sich anschließend in einem öffentlichen Brief von Patzelts Kritik an den Anti-Pegida-Demonstrationen. Dieser „verkenne mit seinen Äußerungen zentrale Anliegen der Demonstrationen für Weltoffenheit“. Der Politologe Oliviero Angeli kritisierte, dass Patzelt, der „öffentlich fast ausschließlich über die Belange von Pegida-Anhängern redet, droht, zu deren Sprachrohr zu werden. Politikwissenschaftler sind keine hauptberuflichen Pegida-Versteher, sie müssen die Gesellschaft als Ganze in den Blick nehmen“. Anders als von Patzelt behauptet würden Pegida-Demonstranten auch nicht ausgegrenzt; auch seien nicht Gegendemos „für eine Zuspitzung der politischen Atmosphäre in Dresden verantwortlich“. Viele Wissenschaftler, die an Gegendemos teilgenommen hätten, würden sich von Patzelt zu Unrecht kritisiert fühlen. Patzelt bestätigte, seit Anfang Dezember zu Forschungs- und Kommentierungszwecken bei Pegida-Demos gewesen zu sein, und erklärte sich offen für jegliche Diskussion. Er sei aber „nicht mitgelaufen, sondern habe […] die Stimmung der Teilnehmer beobachtet“.
Miro Jennerjahn, der als Abgeordneter für die Grünen im Sächsischen Landtag saß und Mitglied der Rechtsextremismuskommission seiner Partei ist, hielt Patzelt in einem Aufsatz vor, dass dieser nicht wissenschaftlich vorgegangen sei und „Teile des tatsächlichen Demonstrationsgeschehens“ ausgeblendet hätte, Patzelt agiere letztlich als „politischer Akteur [mit] Professoren-Titel“.
Die Politikwissenschaftler Dirk Jörke und Veith Selk hielten den Gastbeitrag in der Frankfurter Allgemeinen Zeitung (Mai 2015) von Joachim Klose, Landesbeauftragter der Konrad-Adenauer-Stiftung, und Werner J. Patzelt über die Die Ursachen des Pegida-Phänomens für eine „nüchterne Untersuchung der Genese“ von Pegida. Patzelt sprach 2015 in der Zeitschrift für Staats- und Europawissenschaften, ähnlich wie der Soziologe Karl-Heinz Reuband, von „Repräsentationslücken“ im politischen System.
Kritik erfuhr Patzelt auch 2016, als er in der Kolumne „Besorgte Bürger“, für die er bis 2019 in der Sächsischen Zeitung schrieb, ein Goebbels-Zitat verwendete, um die Aufnahme von Flüchtlingen als eine Art religiöse Pflichthandlung darzustellen.
Auch im Kontext der Demonstrationen und Ausschreitungen in Chemnitz im August/September 2018 meldete sich Patzelt zu Wort. Am 3. September forderte er gemeinsam mit Heike Diefenbach und Michael Klein, beide Betreiber des – von Wissenschaftlerinnen der Uni Marburg als „Teil rechtspopulistischer und rechter Netzwerke“ eingestuften – Blogs Sciencefiles.org, im Rahmen einer Petition die Bundesregierung auf, die Videobeweise für den seitens der Regierung vorgebrachten Vorwurf der „Hetzjagd“ bereitzustellen und den Begriff der „Zusammenrottung“ zu erläutern, der von Merkel verwendet wurde. Der Petition ist als argumentatives Schaubild die Abbildung „Die Lügenspirale“ beigefügt, deren ursprünglicher Bildhintergrund (Joseph Goebbels) nach kurzer Zeit auf Patzelts Betreiben hin entfernt wurde. Das Portal Sciencefiles.org widmete sich bisher vorrangig der Bekämpfung der Gender-Soziologie. Patzelt erläuterte weiter, selbst keine „Hetzjagd“ erkennen zu können, allenfalls handele es sich um „Nacheileverhalten“. Patzelt erfuhr bezüglich der Petition, die nach zwei Monaten 39.000 Mal unterzeichnet wurde, sowie seiner Äußerungen umfangreiche Kritik in der Presse sowie durch andere Wissenschaftler. Patzelt löse sich aus der wissenschaftlichen Neutralität, bediene Ressentiments von Pegida und AfD, nutze deren bewusst indirekt verleumderisches Vokabular, verharmlose die Übergriffe auf Ausländer und betreibe Täter-Opfer-Umkehr.
Das Onlinemagazin Perlentaucher kritisierte, dass Patzelts 2023 erschienenes Buch Ungarn verstehen in der NZZ von Alexander Grau rezensiert wurde, ohne dass offengelegt wurde, dass beide mit dem rechtskonservativen Mathias Corvinus Collegium assoziiert sind. Patzelt reagierte in seinem Blog auf einen kritischen Zeit-Bericht der Journalistin Mariam Lau zum MCC. Niklas Zimmermann schrieb in der FAZ, Patzelts Buch reihe sich trotz kritischer Passagen ein in PR für die Orbán-Regierung, die im deutschsprachigen Raum mit für die Größe Ungarns betrieben werde, etwa durch Internetseiten Ungarn heute oder das Magazin The Hungarian Conservative. Der Spiegel schrieb im gleichen Kontext, je länger man sich mit Patzelts Schriften beschäftige, desto erstaunlicher erscheine es, „dass er immer wieder und immer noch als unabhängiger Experte befragt“ werde. Dabei sei er in der Realität „längst zum Influencer der neuen Rechten geworden“.

## Schriften (Auswahl)
Monografien
- Einführung in die sozialwissenschaftliche Statistik. Oldenbourg, München/ Wien 1985, ISBN 3-486-20036-4.
- Sozialwissenschaftliche Forschungslogik. Einführung. Oldenbourg, München/ Wien 1986, ISBN 3-486-20297-9.
- Grundlagen der Ethnomethodologie. Theorie, Empirie und politikwissenschaftlicher Nutzen einer Soziologie des Alltags. Fink, München 1987, ISBN 3-7705-2444-6 (zugl. Diss., Univ. Passau, 1984).
- Jugend im Bayerischen Wald. Profil einer Generation (= Regionale Forschungen. Band 1). Wissenschaftsverlag Rothe, Passau 1992, ISBN 3-927575-07-0.
- Einführung in die Politikwissenschaft. Grundriss des Faches und studiumbegleitende Orientierung. Wissenschaftsverlag Rothe, Passau 1992 (7. Aufl. 2013), ISBN 3-927575-97-6.
- Abgeordnete und Repräsentation. Amtsverständnis und Wahlkreisarbeit. Wissenschaftsverlag Rothe, Passau 1993, ISBN 3-927575-31-3.
- Abgeordnete und ihr Beruf. Interviews, Umfragen, Analysen. Mit einem Vorwort von Rita Süssmuth. Akademie-Verlag, Berlin 1995, ISBN 3-05-002413-5.
- mit Gerlinde Back: Agape. Sinn und Form einer ökumenischen Laienliturgie. Verlag der action 365, Frankfurt am Main 2014, ISBN 978-3-941290-29-7.
- Abgeordnete und ihr Beruf. Von wahren Vorurteilen und falschen Vorverurteilungen (= essentials). Springer VS, Wiesbaden 2014, ISBN 978-3-658-05449-6.
- Neue Deutsche in einem alten Land. Über Zuwanderung, Integration und Beheimatung. Ergon-Verlag, Baden-Baden 2018, ISBN 9783-95650-382-5.
- Deutsche und ihr demokratisches Land. Herausforderungen und Antworten. Ergon-Verlag, Baden-Baden 2018, ISBN 978-3-95650-434-1.
- CDU, AfD und die politische Torheit. Weltbuch Verlag GmbH. Sargans/Dresden 2019, ISBN 978-3-906212-43-2.
- Politische Bildung für ein demokratisches Deutschland. Ziele, Inhalte, Bilanzen. Ergon-Verlag, Baden-Baden 2019, ISBN 978-3-95650-574-4.
- Parlamentarismusforschung. Einführung. Nomos, Baden-Baden 2020, ISBN 978-3-8329-2346-4.
- Ungarn verstehen. Langen Müller, München 2023, ISBN 978-3-7844-8465-5.
- CDU, AfD und noch mehr politische Torheiten. Neue Analysen, Interviews und Kommentare 2019-2024. Weltbuch Verlag GmbH, Sargans/Schweiz 2024, ISBN 978-3-907347-16-4.
- Politikwissenschaft. Einführung. Nomos, Baden-Baden 2023, ISBN 978-3-8487-7535-4.
- Geschichte des Parlamentarismus. Bd. 1: Außereuropäische Vormoderne und vorchristliche Antike. Nomos, Baden-Baden 2024, ISBN 978-3-7560-1078-3.
- Geschichte des Parlamentarismus, Bd. 2: Kirchlicher Parlamentarismus von der Antike bis zur Neuzeit. Nomos, Baden-Baden 2024, ISBN 978-3-7560-1548-1.
- Deutschlands blaues Wunder. Die AfD und der Populismus, Langen Müller, München, 2025, ISBN 978-3-7844-3718-7.

Herausgeberschaften
- Parlamente und ihre Symbolik. Programm und Beispiele institutioneller Analyse. Westdeutscher Verlag, Opladen 2001, ISBN 3-531-13530-9.
- mit Roland Schirmer: Die Volkskammer der DDR. Sozialistischer Parlamentarismus in Theorie und Praxis. Westdeutscher Verlag, Opladen 2002, ISBN 3-531-13609-7.
- Parlamente und ihre Funktionen. Institutionelle Mechanismen und institutionelles Lernen im Vergleich. Westdeutscher Verlag, Wiesbaden 2003, ISBN 3-531-13837-5.
- mit Everhard Holtmann: Kampf der Gewalten? Parlamentarische Regierungskontrolle – gouvernementale Parlamentskontrolle. Theorie und Empirie. Hrsg. im Auftrag der Sektion „Regierungssystem und Regieren in der Bundesrepublik Deutschland“ der Deutschen Vereinigung für Politische Wissenschaft, VS Verlag für Sozialwissenschaften, Wiesbaden 2004, ISBN 3-8100-4035-5.
- Parlamente und ihre Macht. Kategorien und Fallbeispiele institutioneller Analyse (= Studien zum Parlamentarismus. Band 2). Nomos, Baden-Baden 2005, ISBN 3-8329-1588-5.
- mit Martin Sebaldt, Uwe Kranenpohl: Res publica semper reformanda. Wissenschaft und politische Bildung im Dienste des Gemeinwohls. Festschrift für Heinrich Oberreuter zum 65. Geburtstag. VS Verlag für Sozialwissenschaften, Wiesbaden 2007, ISBN 978-3-531-15393-3.
- Evolutorischer Institutionalismus. Theorie und empirische Studien zu Evolution, Institutionalität und Geschichtlichkeit (= Politikwissenschaftliche Theorie. Band 3). Ergon-Verlag, Würzburg 2007, ISBN 978-3-89913-554-1.
- mit Everhard Holtmann: Führen Regierungen tatsächlich? Zur Praxis gouvernementalen Handelns. VS Verlag für Sozialwissenschaften, Wiesbaden 2007, ISBN 978-3-531-15229-5.
- mit Stephan Dreischer: Parlamente und ihre Zeit. Zeitstrukturen als Machtpotentiale (= Studien zum Parlamentarismus. Band 10). Nomos, Baden-Baden 2009, ISBN 978-3-8329-4200-7.
- Parlamente und ihre Evolution. Forschungskontext und Fallstudien (= Studien zum Parlamentarismus. Band 11). Nomos, Baden-Baden 2012, ISBN 978-3-8329-4276-2.
- Die Machbarkeit politischer Ordnung. Transzendenz und Konstruktion (= Edition Politik. Band 8). Transcript, Bielefeld 2013, ISBN 978-3-8376-2247-8.
- mit Joachim Klose: PEGIDA. Warnsignale aus Dresden (= Social Coherence Studies. Band 3). Thelem, Dresden 2016, ISBN 978-3-945363-44-7.

Beiträge in Sammelwerken
- Evolutionstheorie als Geschichtstheorie. Ein neuer Ansatz historischer Institutionenforschung. In: Jochen Oehler (Hrsg.): Der Mensch – Evolution, Natur und Kultur. Beiträge zu unserem heutigen Menschenbild. Springer, Heidelberg u. a. 2010, S. 175–212.